# Sabine Bergmann-Pohl
Sabine Bergmann-Pohl (Eisenach, 20 de abril de 1946) é uma política alemã. Foi a última chefe de Estado da República Democrática Alemã antes da reunificação em outubro de 1990, sendo a primeira mulher a governar o país.

## Biografia
Nascida em Eisenach, Sabine cursou medicina. Em 1981, filia-se a União Democrata-Cristã e em março de 1990 torna-se membro do Volkskammer da RDA. Torna-se presidente da Câmara do Povo em abril do mesmo ano, atuando também como chefe de Estado do país. Foi a segunda chefe de Estado não-comunista do país, e a primeira mulher a exercer este cargo.
Após a reunificação, entra para o Bundestag. Posteriormente, é escolhida ministra dos Assuntos Especiais da Alemanha, cargo que exerceu entre 1990 e 1991.
Após deixar seu cargo no parlamento da Alemanha Oriental, Bergmann-Pohl assumiu o papel de patrona das Pessoas com Deficiência Geral na Alemanha. Em 2003, ela deu continuidade à sua carreira como presidente da Cruz Vermelha de Berlim.